# Hillbilly

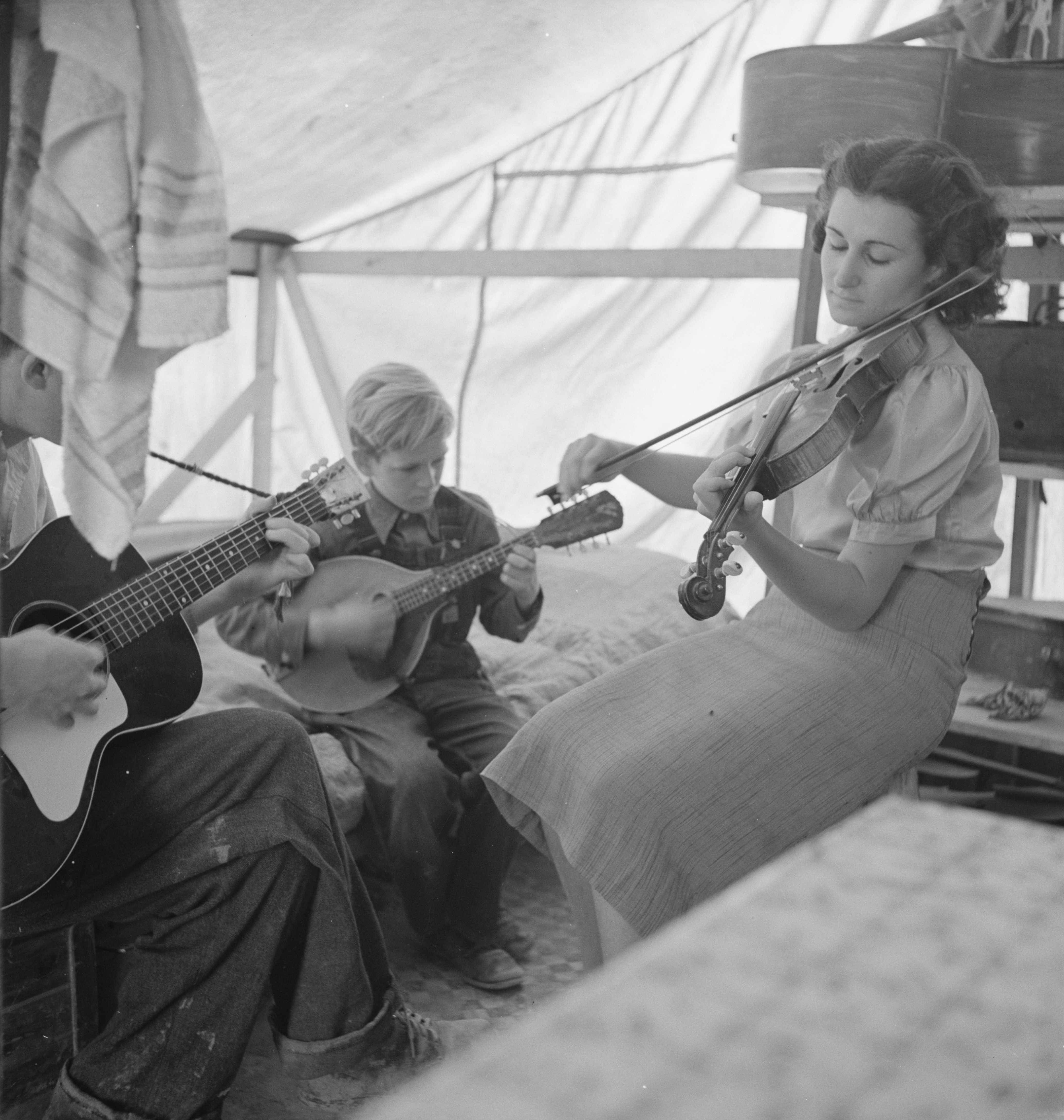
Familj inflyttad från Arkansas spelar hillbilly-musik på gitarr, mandolin och fiol i ett genomfartsläger för migrerande arbetare i Calipatria i södra Kalifornien, februari 1939.

Hillbilly är ett begrepp som används om människor som bor i avlägsna, lantliga bergsområden, framförallt i Appalacherna och i Ozarkbergen i USA. Termen används generellt nedsättande. Den stereotype hillbillyn ses som en fattig och obildad individ som gärna dricker för mycket alkohol och ägnar sig åt verksamheter som tjuvjakt och hembränning.
Hillbilly är även en föregångare till musikstilen "rockabilly". Typiskt för just "hillbillies" och deras traditionella musik är att de oftast spelar stränginstrument såsom banjo, mandolin, gitarr och fiol. Inte sällan har de byggt sina instrument själva.